# Le Mont-Dieu
Le Mont-Dieu era una comuna francesa que estaba situada en el departamento de Ardenas, de la región de Gran Este, que el 1 de enero de 2025 pasó a formar parte de la comuna nueva de Tannay-le-Mont-Dieu.

## Demografía
| Gráfica de evolución demográfica de Le Mont-Dieu entre 1800 y 2022 |
|                                                                    |

Los datos demográficos contemplados en este gráfico de la comuna de Le Mont-Dieu se han cogido de 1800 a 1999 de la página francesa EHESS/Cassini, y los demás datos de la página del INSEE.